# Masaguara
Masaguara es un municipio del departamento de Intibucá en la República de Honduras.

## Toponimia
Su nombre se deriva del dialecto lenca y significa "Quebrada del venado".

## Límites
El Municipio está ubicado al noreste del Departamento de Intibuca al sur del Valle de Otoro.
| Orientación | Límites                                   |
| ----------- | ----------------------------------------- |
| Norte       | Municipio de Jesús de Otoro, Intibucá     |
| Sur         | Municipio de Santa Maria, La Paz          |
| Sur         | Municipio de San José, La Paz             |
| Este        | Municipio de Comayagua, Comayagua         |
|             | Municipio de Santiago de Puringla, La Paz |
| Oeste       | Municipio de Intibucá, Intibucá           |

## Datos históricos
Sus Primeros pobladores de Tenambla y Tatumbla lo fundaron en un sitio llamado San Antonio.
En 1791, en el recuento de Población de 1791 era un pueblo del Curato de Chinacla.
En 1820, le dieron categoría de Municipio, perteneciendo al Departamento de La Paz. 
En 1883, pasó a formar parte del Departamento de Intibucá. 

### Batalla de Masaguara - José Trinidad Cabañas
Sucedió el 6 de octubre de 1855 en la localidad de Masaguara, cercano al Valle de Jesús de Otoro, Intibucá, unas tropas cansadas del general José Trinidad Cabañas, se enfrentan a las del General hondureño Juan López, quien en una acción sorpresiva se lleva la victoria de su parte, sorpresivamente el ejército guatemalteco cayó sobre José Trinidad Cabañas y su ejército en Masaguara, mientras muchos de sus soldados se bañaban en el Río, la vanguardia se había distanciado y el tren de abastecimientos apenas empezaba a su acomodamiento. 
El ejército de José Trinidad Cabañas fue aniquilado y en ello influyó la traición del General Toro que se había pasado a las filas de Rafael Carrera y también del Coronel José María Medina.
La batalla se dio en una meseta cortada por hondo barranco (actualmente El Callejón o Salto de Cabañas).  Cuando nuestro paladín notó su derrota, unos pocos le acompañaron, y toda esperanza de fuga parecía imposible: de un lado la masa de enemigos, del otro la hondonada infranqueable. José Trinidad Cabañas se acercó al foso, lo midió de un vistazo y luego con la espada en la vaina como en actitud de entregarse, encaminóse al paso hacia los contrarios. Estos, seguros de que iba a darse prisionero, le dejaron hacer; más de pronto, veloz como un meteoro, José Trinidad Cabañas vuelve cara, devora el espacio que le separa del barranco, se lanzó en este...., y un instante después, cuando los enemigos aún espantados corrían a ver al que creyeran despedazado en la caída, José Trinidad Cabañas, sonriendo altivamente subía a escape la pendiente opuesta, y ya en la cima les saludaba con su sombrero de anchas alas, y luego se perdía en la llanura, corriendo como una centella.
Debido a la pérdida, el General José Trinidad Cabañas no tiene más remedio que refugiarse en El Salvador y de allí viaja hasta Nicaragua a solicitar ayuda al presidente nicaragüense Patricio Rivas quien no le brindó el apoyo requerido, ya que se encontraba bajo influencias de William Walker, sin más animo José Trinidad Cabañas regreso a El Salvador para buscar medios suficientes para recuperar la presidencia.

## Economía
Este Municipio se dedica principalmente a la caficultora que es el principal motor de la economía local, el área correspondiente al valle se dedica al cultivo de granos básicos y a la ganadería

## División Política
Aldeas: 6 (2013)
Caseríos: 116 (2013)
| Código | Aldea                  |
| ------ | ---------------------- |
| 100901 | Masaguara              |
| 100902 | Guasore                |
| 100903 | Lagunetas              |
| 100904 | Potrerito o El Rosario |
| 100905 | Quiraguira             |
| 100906 | Santa Cruz de Horcones |

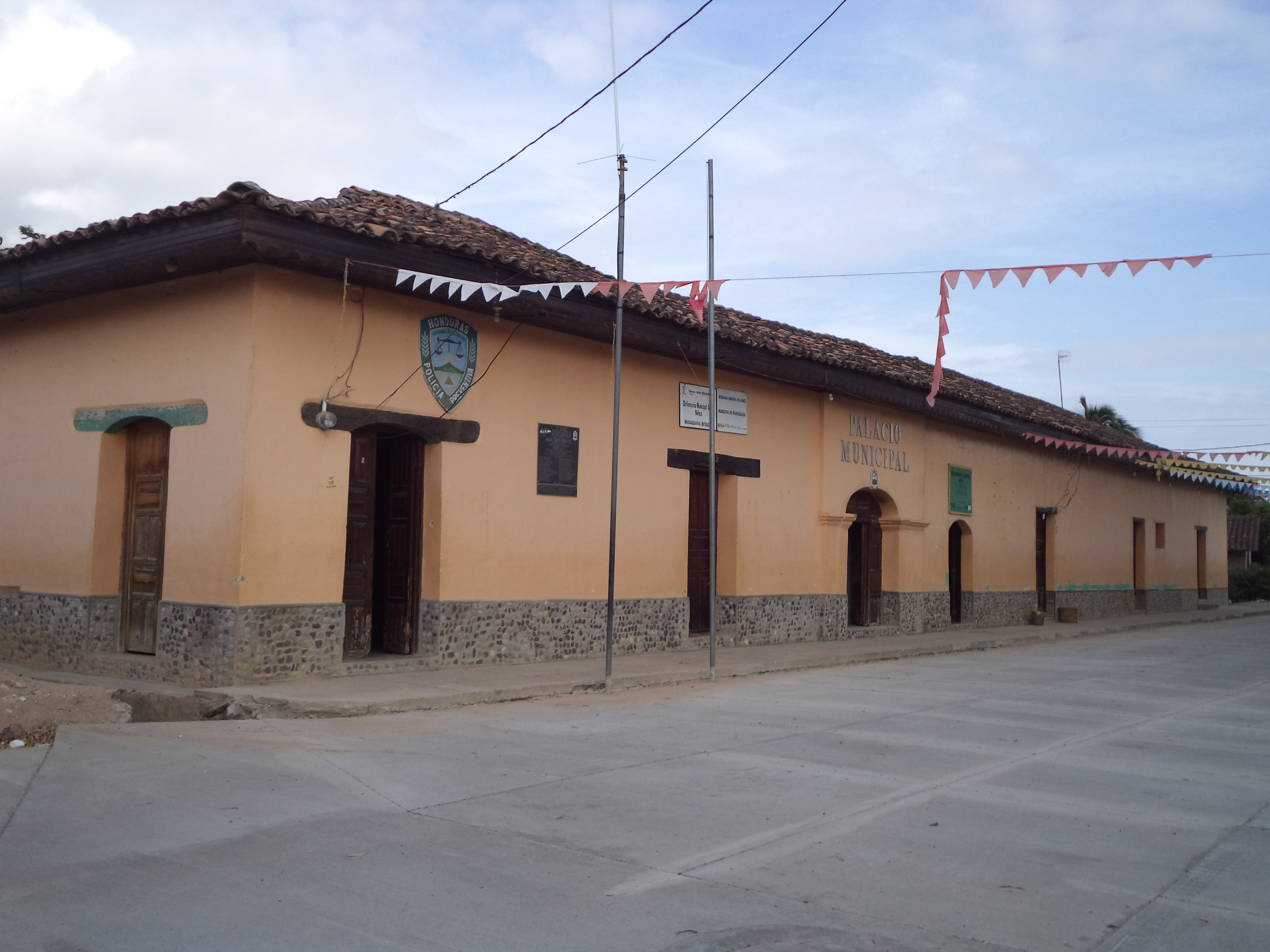
Palacio Municipal

Aradas, Montañuela, Copantillo, El Plan, El Naranjo, El Zapotillo y Sitio Quiraguara.

## Leyendas locales
Los Misterios del Cerro San Juanillo
Todo comienza en la tranquilidad de los caseríos La Danta y Piedras Gordas que están ubicados al pie del Cerro San Juanillo, donde sus habitantes se dedican a la agricultura pero viven temerosos del cerro.
Todos trabajan en las tierras bajas del cerro y nadie se atreve a penetrar su espesa vegetación de día, y mucho menos de noche porque se dice que todo aquel que lo ha intentado jamás ha regresado, es decir que desaparecen misteriosamente como si la montaña se los tragara.
Esto ha dado lugar a una gran cantidad de especulaciones entre los pobladores que han presenciado los desaparecimientos, sin embargo no han sido capaces de descubrir el misterio y solo se limitan a advertir a todos los aventureros que desean explorar las escarpadas laderas del Cerro que desistan de sus intenciones porque algo malo les puede suceder.
Se dice que, poco después del anochecer desde la cima del Cerro San Juanillo se escucha el canto de un gallo y en ocasiones el repique de campanas.
hasta la fecha, la historia más sorprendente que se cuenta del cerro San Juanillo es la de Juan Hernández, hoy un campesino mayor, padre de 8 hijos. Hace más de 30 años atrás, cuando Juan era apenas un pequeño niño que habitaba en La Danta, caminaba hacia el pueblo y en vez de tomar el camino correcto comenzó a subir el cerro por un camino que parecía interminable.
Luego de caminar por horas y ya cansado llegó a un espectacular paraje lleno de árboles frutales y exóticas flores que lucían radiantes por la claridad que brindaba el cielo despejado de nubes. El niño relató que el ambiente en aquel lugar era casi mágico, lleno de paz y felicidad. Al llegar la noche el sitio no perdió su belleza , delicadamente iluminado por la luna. Se refugió bajo un árbol y allí permaneció hasta que el sueño lo domino, al despertar estaba a la orilla del camino real. Todo parecía un bello sueño, una fantasía tan bella que asegura que hubiera querido quedarse por allí por siempre. 
También se cuenta que, en una ocasión llegaron 2 hombres procedentes de Comayagua con la intención de escalar el famoso Cerro San Juanillo, a pesar de las advertencias. Sin embargo no lograron su objetivo pues sus cadáveres fueron encontrados entre la maleza 3 días después de iniciado el recorrido.
Otro suceso jamás olvidado por los pobladores es el caso de un Norteamericano que llegó una fresca mañana a la comunidad, llevaba todos los implementos necesarios para la exploración del Cerro, desde botas, cantimplora, sombrero, mochila, etc.
Para su recorrido buscó la ayuda de un guía del lugar y juntos, en una mañana soleada iniciaron su aventura por el Cerro San Juanillo… Todos presintieron que aquel viaje terminaría mal, y en efecto así fue. El guía apareció muy débil, casi a punto de morir de hambre y sed en una zona casi impenetrable de la montaña denominada “El Palmar” y al Gringo lo encontraron muerto 15 días después a la orilla del camino real, su cuerpo estaba en buen estado y fue retirado del lugar por miembros de La Misión Americana.
No se sabe lo que sucedió, aunque se hicieron las investigaciones pertinentes porque ellos consideraron absurdas las explicaciones brindadas por el guía que acompañó al Norteamericano; al interrogarlo este expresó que llegaron a un lugar del bosque lleno de árboles frutales y flores bellas de colores y formas jamás antes vistas por él, también habían gran cantidad de aves de bellos cantos.
El guía aseguró que el Gringo al ver la enorme belleza del sitio, se entusiasmó tanto que quiso seguir adelante, pero que el sintió miedo de avanzar y decidió regresar. Esto es lo que aseguró en su momento el hombre que acompañó al Norteamericano en la exploración del Cerro San Juanillo, sin embargo nada de esto pudo ser comprobado y el caso se quedó en el misterio también.
Así como estas hay muchas historias que se cuentan en Jesús de Otoro, sobre el misterio que rodea al Cerro San Juanillo y las desgracias ocurridas a todo aquel que se atreve a escalarlo.
El Cerro San Juanillo esta en Masaguara y se muestra imponente, bello y con aparente tranquilidad a todos, sin embargo se dice que por los menos los pobladores de las legendarias comunidades que lo rodean no se atreven a explorarlo y advierten de los peligros a todos los intrépidos forasteros que desean hacerlo.
¿Mentira o realidad? No lo sabemos. Pero siempre que llegamos a un lugar desconocido, con la intención de explorar algún sitio es mejor tomar en cuenta las recomendaciones de los expertos y en todo caso de los habitantes de la comunidad ya que ellos conocen mejor que nadie todo lo que pasa.